# 한스 라이헨바흐

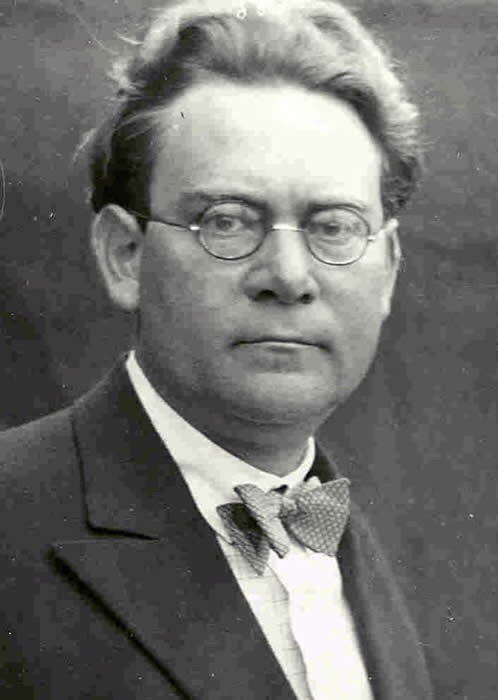

한스 라이헨바흐(Hans Reichenbach, 1891년∼1953년)은 독일의 과학철학자이다.

## 생애
1891년 9월 26일 독일 함부르크에서 유태교에서 개신교로 개종한 아버지(브루노 라이헨바흐)와 개신교 신자인 어머니(젤마 멘첼) 사이에서 다섯 명의 자녀 중 셋째 아들로 태어났다. 아버지는 유태인이었지만 개신교로 개종한 상인이었으며, 어머니는 교사 출신으로 음악에 관심이 많았다. 어린 시절부터 지적 재능이 비상해 대학 입학 전까지 반에서 1등을 놓치지 않았다. 어린 시절 기술자가 되기를 꿈꿨던 그는 슈투트가르트 공과대학에 입학했지만, 곧 공학이 그 스스로의 지적 욕구와 부합하지 않는다는 사실을 알게 되어 전공을 변경했다. 베를린대학, 괴팅겐대학, 뮌헨대학 등을 거치며 수리물리학자 막스 보른, 철학자 에른스트 카시러, 수학자 다비트 힐베르트, 물리학자 막스 플랑크 등의 지도 아래 수학, 물리학, 철학을 연구했다.
1910년에서 1911년에 이르는 1년여 동안 라이헨바흐는 슈투트가르트에 있는 전문대학에서 공학을 연구했다. 1915년, 수학적 확률 이론을 물리적 세계에 적용하는 문제를 주제로 삼아 박사 학위를 받았다. 그 후 몇 년 동안 통신회사에서 일하면서 틈틈이 연구를 계속했다.
라이헨바흐의 박사학위 논문(1916)은 수학적 확률이론이 어떻게 물리 세계에 적용되는지에 관한 문제를 다루고 있다.
1919년에 베를린대학에서 상대성 이론에 대한 아인슈타인의 첫 세미나에 참석한 것을 계기로 학계로 돌아갔다. 자연철학 교수로서 당대의 자연과학자들과 활발한 지적 교류를 나누며 베를린대학을 중심으로 이른바 ‘논리경험주의’ 운동을 이끌었다. 라이헨바흐는 철학이 사변적인 개념 체계를 구성하는 것이 아니라 당대의 자연과학적 지식을 면밀하게 분석함으로써 많은 사람들이 공유하고 동의하며 상호 협력적으로 발전시킬 수 있는 지식 체계를 구축할 수 있다고 보았다. 베를린대학에서 자연과학적 지식에 적용될 수 있는 확률 이론을 발전시킴과 동시에, 당시 뜨거운 논쟁의 주제였던 양자역학에 대한 철학적 분석 또한 진행했다.
1920년 중반 이후부터 라이헨바흐는 슈투트가르트에 있는 폴리테크닉 전문공과대학에서 상대성 이론과 과학철학, 라디오 및 조사방법론에 이르는 다양한 주제들을 강의했고, 이듬해인 1921년 엘리자베스와 결혼하여 두 자녀를 두었다.
1926년 라이헨바흐는 물리철학 교수로 베를린에 돌아왔는데, 아마도 아인슈타인이 큰 도움을 주었던 것으로 추정된다. 그 후 히틀러 정권의 압박을 피하여 터키의 이스탄불 대학에 철학 교수로 취임했다가, 제2차 세계대전 직전에 미국으로 건너가 서부 캘리포니아 대학 철학과의 종신 교수로 임명되었다.
나치의 정치적 압력을 피해 1933년부터 5년간 터키의 이스탄불대학 철학과 학과장을 맡은 라이헨바흐는, 이 시기에 자신 고유의 확률 이론과 기호논리학을 체계화했다. 하지만 터키의 학문적 환경은 당대의 가장 뛰어난 자연과학적 성과들을 과학자들과 공유하고 이를 철학적으로 분석하고자 했던 라이헨바흐의 기대에 다소 미치지 못했다.
미국의 철학자 찰스 모리스(C. Morris) 등으로부터 도움을 얻어 1938년부터 미국 캘리포니아대학 철학과에 재직하게 된 라이헨바흐는, 1953년 갑작스런 심장마비로 사망하기 전까지 활발하고 열정적으로 철학적 탐구를 진행했다. 그는 확률 이론, 기호논리학과 같은 가장 기초적인 철학 분야에 대한 연구 성과를 근간으로 삼아, 당대 최고의 과학 이론이었던 상대성 이론, 양자역학, 통계역학에 대한 철학적 분석을 지속적으로 진행했다. 라이헨바흐는 과학적 지식에 대한 면밀한 철학적 분석을 통해서 인간의 인식과 세계의 본성에 대한 유의미한 철학적 귀결들을 얻을 수 있다고 믿었다. 라이헨바흐가 상대성 이론, 양자역학, 통계역학을 분석함으로써 얻은 철학적 결론들과 주제들은, 21세기인 지금까지도 많은 철학자들과 과학자들의 지적 호기심을 자극하며 연구의 원천을 제공하고 있다.
1953년 4월 9일, 그는 과거 알프스 등반 때부터 고통을 겪어오던 심장병으로 죽음을 맞이했다.

## 작품목록
- ≪시ᐨ공간의 철학≫(1928)
- ≪확률론≫(1935)
- ≪양자역학의 철학적 기초≫(1944)
- ≪기호논리학의 요소들≫(1947)
- ≪과학철학의 형성≫(1951)
- ≪시간의 방향≫(1956)

## 같이 보기
- 미국 철학